# Kretnje očiju

## Uvod
Oči su organi vida koji imaju mrežnicu, specijaliziranu vrstu moždanog tkiva koja se sastoji od fotoreceptora i interneurona. Te specijalizirane stanice pretvaraju svjetlost u elektrokemijski signal koji putuje uzduž optičkog živca u mozak.
Primati i mnogi drugi kralješnjaci koriste dvija tipa voljnih pokreta očiju za praćenje objekata: fino praćenje (smooth pursuit) i grubo (engl. saccades; sakade). Čini se da te pokrete inicira mala regija u moždanoj kori u čeonom režnju. To je dokazano uklanjanjem čeonog režnja. U ovom slučaju, refleksi (kao što su refleksno praćenje svjetla koje se kreće) su netaknuti, iako je spontana kontrola oštećena.

## Fiziologija

### Vrste
Očni pokreti su klasificirani kao dedukcija, verzija ili vergencija.
1. Dukcija - pokret koji izvodi samo jedno oko
2. Verzija - pokreti oba oka koji idu u istom smjeru
3. Vergencija - pokreti u kojima se kreću oba oka u različitom smjeru
- Fiksacioni očni pokreti
- Mehanizmi stabilizacije pogleda
  - Vestibulo-okularni refleks
  - Optokinetički refleks
- Mehanizmi izmjene pogleda
  - Sakadični pokreti
  - Fino praćenje
  - Pokreti vergencije

### Agonistički pokreti spram antagonističkih pokreta
- Heringov zakon jednakih pokreta
- Sherringtonov zakon recipročnih pokreta

Vidni sustav u mozgu prespor je da bi obradio informacije ako slike prolaze preko mrežnice u više od par stupnjeva u sekundi. Stoga, da bi vidjeli kada se krećemo, mozak mora kompenzirati kretnje glavom kretnjama očiju.  Još jedan od specijaliziranih dijelova optičkog sustava živozinja s naprijed smještanim očima je dio mrežnice s vrlo visokom oštrinom. Taj dio se zove pjega, i pokriva oko dva stupnja vidnog kuta u ljudi. Da bi dobili jasnu sliku, mozak mora usmjeriti oči tako da slika promatranog predmeta dođe na pjegu. Pokreti oka su stoga vrlo važni za vizualnu percepciju i bilo koje oštećenje vodi do ozbiljnih vidnih invalidnosti. Da bi dokazali ovu činjenicu, pokušajte napraviti sljedeće: ispružite ruku ravno ispred sebe, ok 30 cm ispred nosa. Držite glavu mirno i krećite se rukom lijevo desno, u početku sporo, zatim sve brže i brže. U početku vaše ćete prste vidjeti normalno, ali kako frekvencija kretanja prođe 1 herc(Hz) prsti će biti sve zamućeniji. Sada držite ruku na miru i krećite se glavom ljievo desno ili gore dolje,bez obzira kako brzo krećete glavom slika ostaje normalna. To je dokaza da mozak može pokretati oči suprotno od pokreta glave mnogo bolje nego što može pratiti pokretima glave.  Kada vaš sistema za praćenje ne uspije pratiti kada se krećete glavom, slika ne pada na pravo mijesto na mrežnici i vidite zamućenu ruku.
Mozak mora usmjeriti oba oka precizno da bi objekt pao na obje mrežnice na isto mjesto,tj. korespondentno područje obiju mrežnica, da bi se izbjegla dvoslika. U primata (majmuna, ljudi) pokreti različitih dijelova tijela su kontrolirani mišićima koji djeluju sinkrono. Pokreti očiju su nešto različitiji, oči nisu čvrsto vezane za nešto, ali su zadržane u orbiti uz pomoć šest vanjskih očnih mišića.

## Anatomija

### Vanjski očni mišići
Svako oko ima šest vanjskih očnih mišića
- Lateralni ravni mišić ( inervira ga n. abducens)
- Medijalni ravni mišić (inervira ga n. oculomotorius)
- Donji ravni mišić (inervira ga n. oculomotorius)
- Gornji ravni mišić (inervira ga n. oculomotorius)
- Donji kosi mišić (inervira ga n. oculomotorius)
- Gornji kosi mišić (inervira ga n. trochlearis)

- Kretnje oka koje izvodi lateralni ravni mišić, pogled odozgo
- Kretnje oka koje izvodi medijalni ravni mišić, pogled odozgo
- Kretnje oka koje izvodi donji ravni mišić, pogled odozgo
- Kretnje oka koje izvodi gornji ravni mišić, pogled odozgo
- Kretnje oka koje izvodi gornji kosi mišić, pogled odozgo
- Kretnje oka koje izvodi donji kosi mišić, pogled odozgo
- pogled sprijeda

Kad se mišići napinju u različitim smjerovima (kontrakcija sinergista i relaksacija antagonista), ostvaruje se kretnja očne jabučice koja je gotovo čista rotacija, s minimalnim pomicanjem u stranu (samo oko jedan milimetar). Stoga, iz praktičnih razloga se smatra da se sve kretnje oka vrše oko jedne jedine točke, koja se nalazi u središtu oka.

## Neuroanatomija
Mozak djeluje na kontrolu nad dobrovoljnim i nevoljnim pokretima oka. Tri moždana živca nose signale iz mozga do vanjskih očnih mišića. To su:
- III moždani živac - okulomotorius
- IV moždani živac - trohlearni
- VI moždani živac - abducens
- Mozak 
  - moždana kora
    - frontalni režanj- frontalno očno polje(FEF), medijalno (MEF), dodatna očna polja( SEF), stražnjemedijalna frontalna kora (DMFC)
    - parietalni režanj- lateralno interparietalno područje (LIP), Srednje temporalno područje (MT), gornje medijalno temporalno područje
    - Zatiljni režanj
      - vidna kora
- Mali mozak
- Srednji mozak
  - pretektalno područje
  - gornji kolikulus
- Moždano deblo
  - Gornji kolikulus (SC)
  - Premotorne jezgre u retikularnoj formaciji
  - Paramedijalne pontina retikularna formacija
  - Moždani živci 
    - III:okulomotorius
    - IV:trohlearis/trohlearne jezgre
    - VI:abducens/jezgr abducensa

  - Vestibularne jezgre
  - Medijalni longitudinalni snop
  - Jezgra hypoglosusa

## Poremećaji

### Simptomi
Pacijenti s poremećajima pokreta oka mogu se javiti zbog diplopije, nistagmusa, oslabljene vidne oštrine ili kozmetskih mana zbog razrokosti.

### Etiologija
- Inervacija: supranuklearna, nuklearna, živčana, sinapse
- Poremećaji mišića: poremećaji u razvoju ( hipertrofija, atrofija/distrofija), poremećaj na mjestu hvatišta, sekundarno ožiljkavanje nakon kirurške korekcije, mišićne bolesti (miastenija gravis)
- Anomalije orbite
  - tumori (npr. rabdomiosarkom)
  - višak masnog tkiva iza očne jabučice (npr. kod bolesti štitnjače)
- koštane frakture

Ostali poremećaji: urođena paraliza IV. živca, Duaneov sindrom, internuklearna oftlmoplegija, patološki nistagmus, oftalmopareza, opsoklonus, paraliza VI. moždanog živca